# Madeleine Rolland

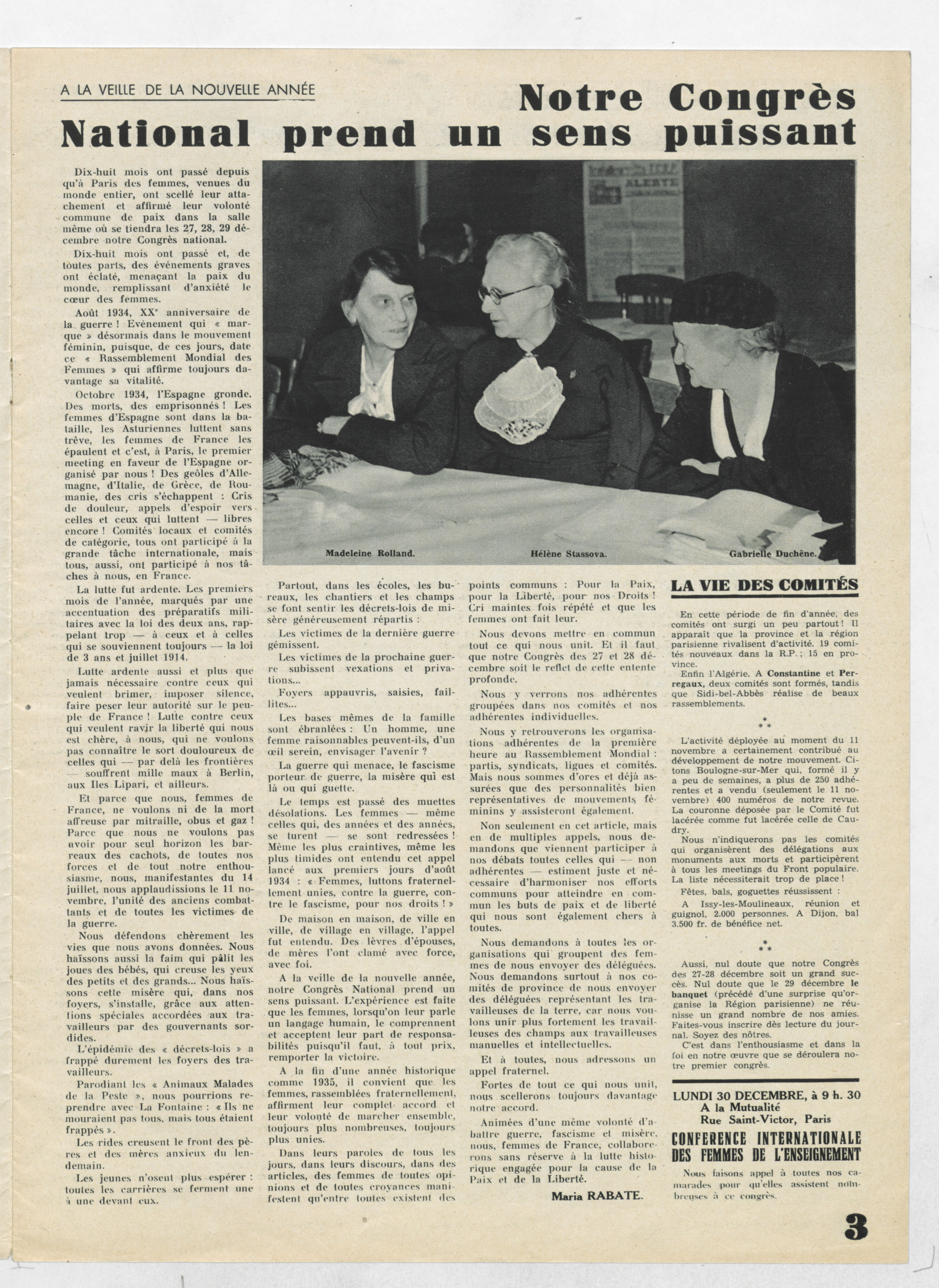
Von links: Madeleine Rolland, Jelena Stassowa, Gabrielle Duchêne

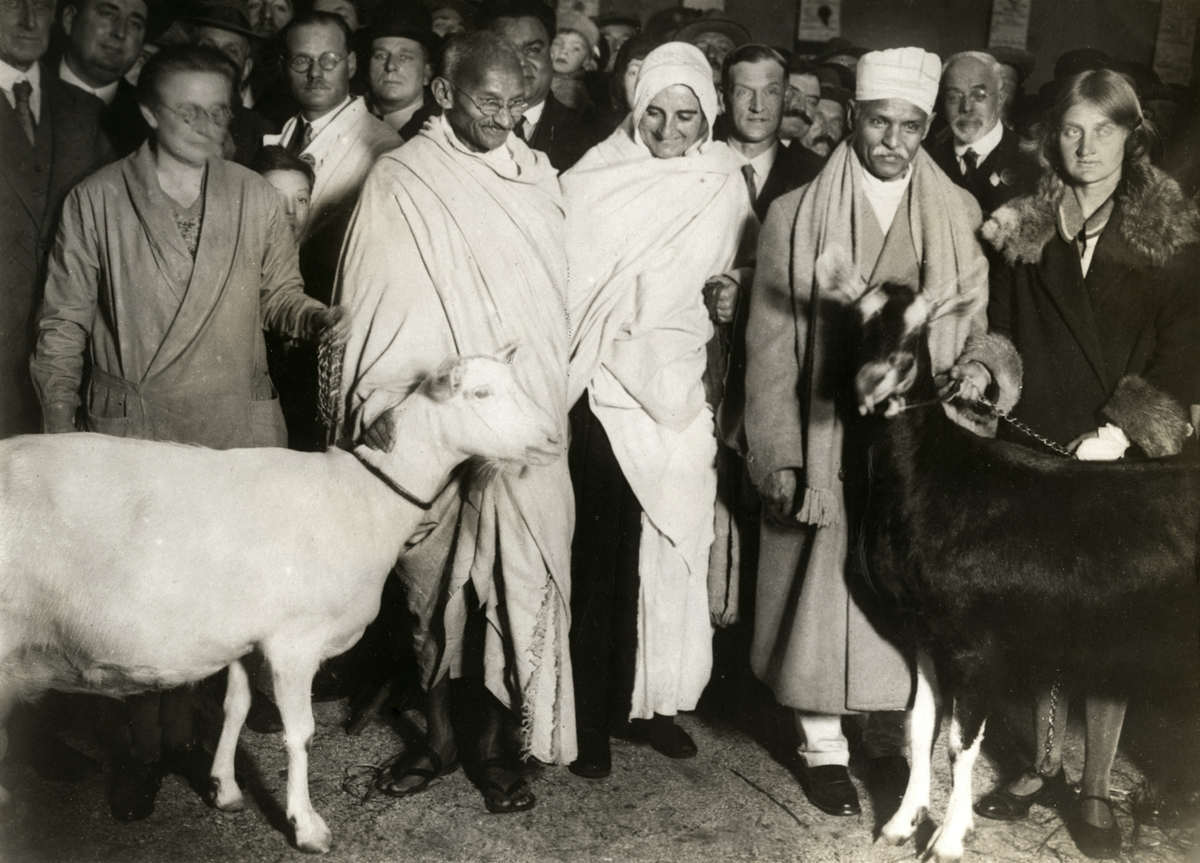
Mahatma Gandhi 1931 in Marseille; links von ihm Madeleine Rolland, rechts Madeleine Slade

Madeleine Rolland (* 17. Oktober 1872 in Clamecy (Nièvre); † 1. April 1960 Créteil) war eine französische Übersetzerin und Pazifistin.

## Leben
Madeleine Rolland schloss 1901 ihre Ausbildung als Englischlehrerin ab und arbeitete zunächst in der Guilde (dem späteren Französisch-Britischen Institut). Ab 1919 fungierte sie für ihren Bruder Romain Rolland als Sekretärin und Dolmetscherin. Im selben Jahr trat sie dem Vorstand der Internationalen Frauenliga für Frieden und Freiheit bei.
Sie arbeitete auch als Übersetzerin, u. a. von Thomas Hardys Tess von den d’Urbervilles und veröffentlichte außerdem Rabindranath Tagores À quatre voix.
Sie war eine leidenschaftliche Indienliebhaberin und vermittelte Romain Rolland den Kontakt zu Rabindranath Tagore und Gandhi. Sie führte auch eine rege Briefkorrespondenz mit Madeleine Slade.
Die Besatzungszeit verbrachte sie in Dijon bei Yvonne Paquet. Nach der Befreiung leiteten die beiden Frauen dort eine Sektion der Union des femmes françaises.
Die Figur der Antoinette im Roman Jean-Christophe ihres Bruders Romain ist ihr nachgebildet.

## Werke
Eine ausführliche Werkliste ist im Weblink der französischen Nationalbibliothek zu finden.